# Mare de Déu del Carme (Mil vivendes)
La Mare de Déu del Carme —antigament denominat Mil Vivendes— és un barri de la ciutat d'Alacant. Segons el cens de 2008 tenia 3.581 habitants (1.801 homes i 1.780 dones). El seu codi postal és el 03014. A partir de la dècada de 1960 sorgeixen, al nord del centre urbà d'Alacant les barriades més populoses de la ciutat. Les Mil Vivendes va ser un d'aquests barris, i va sorgir com una iniciativa del Patronat Provincial de l'Habitatge, per acollir a la forta immigració de l'època. No obstant això, a poc a poc, el barri de les Mil Vivendes es va anar degradant, per la qual cosa la població autòctona d'aquesta zona es va anar desplaçant a altres barris de la ciutat. Aquesta situació es va accentuar a partir de la dècada de 1980, amb uns habitatges que es trobaven en un estat de deteriorament arquitectònic deplorable i el barri va passar a ser un dels focus de marginalitat i delinqüència més importants d'Alacant
A principi de la dècada de 1990 es va signar un conveni entre el Ministeri de Foment, la Conselleria d'Obres Públiques i l'Ajuntament d'Alacant, per rehabilitar el barri, que passaria a denominar-se oficialment Mare de Déu del Carme (encara que popularment, sempre és diu «Mil Vivendes»). Aquest pla de rehabilitació implica l'enderrocament de la major part d'habitatges i la construcció de nous immobles destinats a famílies pobres. A més dels habitatges, es van construir un poliesportiu, un institut i una comissaria de policia. Per eliminar tota resta del vell barri, la pràctica totalitat dels carrers que recordaven a batalles de la Guerra Civil van rebre el nom de diputats alacantins de la Transició. Alguns carrers com les que recorden a les batalles de Somosierra, de la Serra de Pàndols o de la Serra de Cavalls es van mantenir inexplicablement. Malgrat tot, avui dia, la degradació resta palesa, i el barri de la Mare de Déu del Carme resta una de les zones més marginals socialment i econòmica de la ciutat d'Alacant.